# Эспланада (отель)

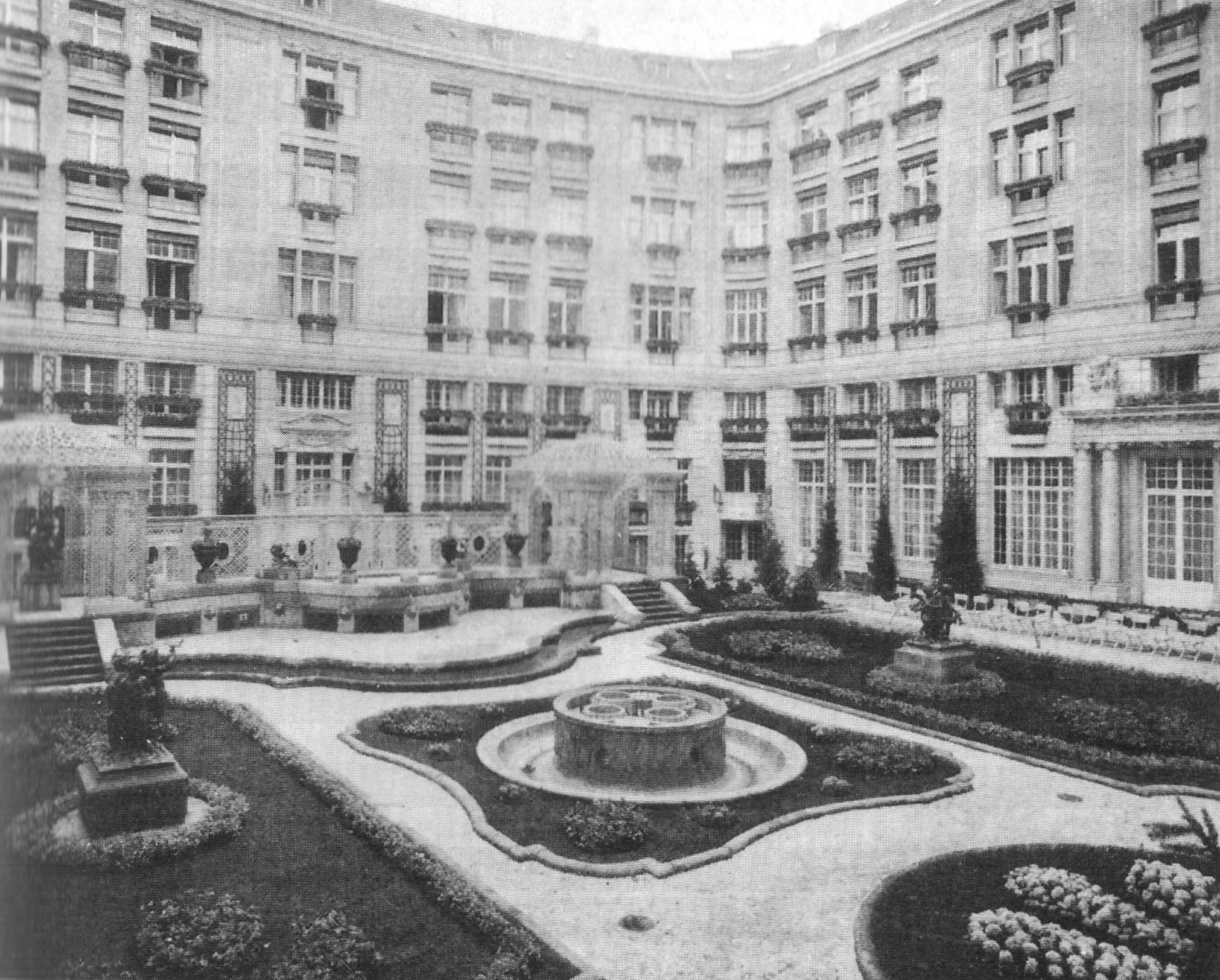
Внутренний двор отеля «Эспланада»

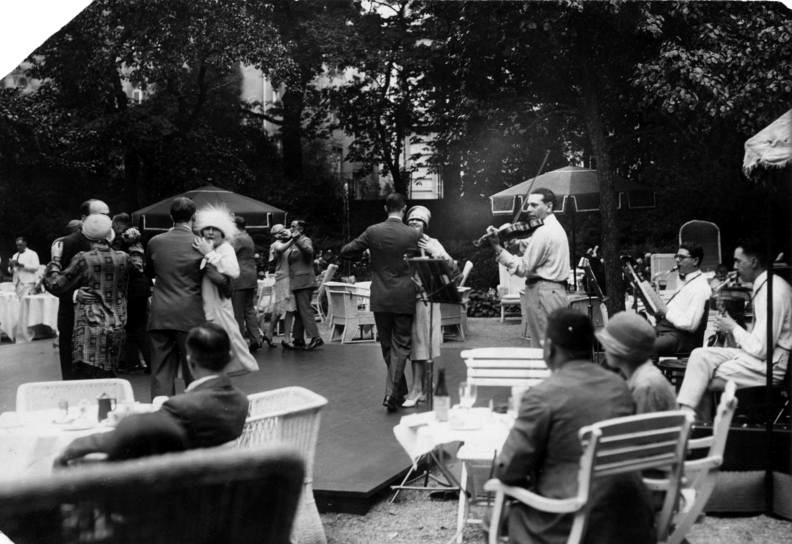
Чайный вечер с танцами в саду «Эспланады». 1926 г.

Гранд-отель «Эспланада» (нем. Grand Hotel Esplanade) — несохранившееся здание в центре Берлина на Потсдамской площади, знаменитая гостиница эпохи золотых двадцатых. Здание было разрушено в результате авианалётов союзнических войск во Вторую мировую войну. Некоторые уцелевшие помещения отеля «Эспланада» в 1990-е годы были интегрированы в реализованный на Потсдамской площади проект Sony Center. В 1988 году новый гранд-отель «Эспланада» открылся на набережной Лютцова в берлинском районе Тиргартен.

## История
Отель был построен на улице Бельвюштрассе в 1907—1908 годах по заказу строительной компании, участниками которой выступали члены княжеских родов Гогенлоэ, Фюрстенбергов и Хенкель фон Доннерсмарк. Проект гостиницы времён Прекрасной эпохи с интерьерами в стиле необарокко и неорококо был подготовлен архитектором Отто Ренигом. Расходы на строительство составили 23 млн марок. В отеле были предусмотрены несколько роскошных залов, в том числе и Императорский зал, в котором кайзер Вильгельм II устраивал свои эксклюзивные вечеринки в мужской компании. Особого внимания также заслуживал большой сад во внутреннем дворе отеля площадью 1600 кв.м.
В 1920-е годы в «Эспланаде» останавливались кинозвёзды Чарли Чаплин и Грета Гарбо. В «Эспланаде» до начала своей карьеры работал штатным партнёром для танцев Билли Уайлдер, на танцевальных вечерах играл оркестр Марека Вебера. Во времена Веймарской республики отель облюбовали монархисты, хозяева отеля в угоду своей клиентуре даже отказывались вывесить чёрно-красно-золотой республиканский флаг на фасаде. Национал-социалисты избегали бывать в «Эспланаде», в 1941 году Альберт Шпеер даже заявил о сносе здания. Участники покушения на Гитлера в 1944 году неоднократно встречались в отеле и здесь же ожидали его результатов.
Зимой 1944-45 годов отель «Эспланада» получил серьёзные повреждения в результате бомбардировок союзников, но почти без ущерба сохранилась небольшая часть: Императорский зал, зал для завтраков, лестница и уборные. В 1950-е годы эта часть отеля посреди руин использовалась под ресторан и танцзал, позднее для показов мод. После возведения Берлинской стены в 1961 году сохранившаяся часть здания оказалась в Западном Берлине и оставалась в эксплуатации несмотря на близость к границе. В 1972 году в сохранившейся «Эспланаде» снимались эпизоды фильма «Кабаре» с Лайзой Минелли в главной роли, в 1981 году — «Свинцовые времена» Маргареты фон Тротты, а в 1986 году — «Небо над Берлином» Вима Вендерса. По соображениям безопасности «Эспланада» окончательно закрылась в 1981 году.
После падения Берлинской стены в 1989 году здание «Эспланады» было передано под охрану государства как памятник архитектуры. Первоначально этот статус отеля «Эспланада» не был учтён в проекте Sony Center на Потсдамской площади, предусматривавшем его снос. В 1993 году было принято беспрецедентное решение о переносе Императорского зала на воздушной подушке на 75 м и его интеграции в Sony Center. Зал для завтраков отеля «Эспланада» был разобран на 500 частей и позднее был собран заново в Sony Center, став частью ресторана с историческим названием «Кафе Йости».